# Jacques Penot (acteur)
Pour les articles homonymes, voir Jacques Penot et Penot.
Jacques Penot est un acteur français, né le 20 mars 1959 à Strasbourg (Bas-Rhin) et mort le 17 décembre 2016 au Kremlin-Bicêtre (Val-de-Marne),.

## Biographie

### Jeunesse et formation
Jacques Jean Georges Penot naît le 20 mars 1959 à Strasbourg, dans le Bas-Rhin. Il grandit à Brest (Bretagne), où il est admis au lycée de l'Harteloire : en 1976-1977, il y débute au théâtre dans la troupe d'étudiants « L'Arrache-cœur » créée par Olivier Bourbeillon.

### Carrière
En 1979, à 20 ans, alors que Jacques Penot est encore photographe pour Voiles et Voiliers, un magazine pour les passionnés de la mer,, il est découvert par le metteur en scène Robert Hossein qui l'engage pour jouer dans sa pièce Les Hauts de Hurlevent, adaptation de l'œuvre d'Emily Brontë, au théâtre de Boulogne-Billancourt.
En 1980, il apparaît pour la première fois à la télévision, dans le rôle-titre du feuilleton en quatre épisodes, Tarendol, de Louis Grospierre, aux côtés de Florence Pernel dans le rôle de Marie Margherite. Ceci est une adaptation du roman éponyme de René Barjavel, publié en 1946.
En 1981, il fait une petite apparition dans le film dramatique Guy de Maupassant de Michel Drach.
En 1982, il est choisi pour incarner la jeunesse de l'écrivain Martin Gray dans le film biographique Au nom de tous les miens (1983) de Robert Enrico, avec Michael York, Brigitte Fossey et Macha Méril, grâce auquel, en 1984, il est nommé dans la catégorie du « meilleur jeune espoir masculin » à la cérémonie des César. Ce film donnera la version rallongée à la télévision sous forme de mini-série de huit heures, en février 1985 sur TF1.
En 1984, il interprète un garçon normand doté d'une fabuleuse mémoire, fou amoureux d'une jeune aristocrate polonaise (Anne Gautier) sous la Seconde Guerre mondiale dans le feuilleton Les Cerfs-volants, avec Jean-Marc Thibault, Paul Crauchet et Rosy Varte d'après le roman éponyme de Romain Gary.
En 1987, sort le thriller Le Cri du hibou de Claude Chabrol, aux côtés de Christophe Malavoy et Mathilda May, adapté du roman éponyme (The Cry of the Owl) signé Patricia Highsmith, en 1962. Ce film « ne renouvelle pas le coup de maître que fut son Poulet au vinaigre ». La même année, diffuse le feuilleton Capitaine James Cook dans lequel il incarne Charles Clerke.
En 1988, il retrouve Robert Enrico pour endosser les costumes de Jean-Joseph Mounier dans la première partie du film historique La Révolution française (1989).
En 1989, il est Dr Jérôme Dehaynin dans la mini-série Maria Vandamme, avec Corinne Dacla dans le rôle-titre.
En 1998, il joue dans le film dramatique Fait d'hiver de Robert Enrico, avec qui il collabore pour la dernière fois, et apparaît dans le documentaire Lettre à mon frère Guy Gilles, cinéaste trop tôt disparu de Luc Bernard.
En 1999, il arrête le cinéma, trouvant le système trop commercial, et reprend la mer et les voyages[réf. nécessaire]. Il s'adonne aussi à la peinture.

### Vie privée
En fin des années 1980, Jacques Penot rencontre Géraldine Danon qui tombe amoureuse de cet « ange un peu voyou ». Au début des années 2000, il épouse Isabelle Bich de Dufourcq (1955-2014), photographe et fille de Marcel Bich, créateur des stylos Bic, qui lui est présentée par une amie, l'actrice Géraldine Danon.

### Mort
Très affecté par la mort de sa femme Isabelle Bich de Dufourcq et son amie proche Florence Arthaud (1957-2015), Jacques Penot meurt, le 17 décembre 2016, d'une crise cardiaque, à l'âge de 57 ans, au Kremlin-Bicêtre, dans le Val-de-Marne. Le 25 janvier 2017 Géraldine Danon annonce sa mort sur sa page Facebook.
Il est enterré au cimetière de Riquewihr dans le Haut-Rhin.

## Filmographie

### Cinéma

#### Longs métrages
- 1982 : Guy de Maupassant de Michel Drach
- 1982 : On s'en fout, nous on s'aime de Michel Gérard : un loubard
- 1982 : Le Crime d'amour de Guy Gilles : Jean Doit
- 1983 : Au nom de tous les miens de Robert Enrico : Martin Gray, jeune
- 1984 : Le Matelot 512 de René Allio : Max
- 1985 : Derborence de Francis Reusser : Antoine
- 1985 : Adieu blaireau de Bob Decout : Gégé
- 1985 : Diesel de Robert Kramer : Karl
- 1985 : Strictement personnel de Pierre Jolivet : Benoît
- 1985 : Bâton Rouge de Rachid Bouchareb : Alain « Mozart » Lefèbvre
- 1986 : Sarraounia de Med Hondo
- 1987 : Sale Destin de Sylvain Madigan : Alexandre Ragueneau
- 1987 : Le Cri du hibou de Claude Chabrol : Patrick
- 1987 : Les Nouveaux Tricheurs de Michael Schock : Antoine
- 1988 : Les Portes tournantes de Francis Mankiewicz : Pierre Blaudelle
- 1989 : Jour après jour d'Alain Attal : Fred Rosen
- 1989 : Après la pluie de Camille de Casabianca : Marc Lafaye
- 1989 : La Révolution française de Robert Enrico : Jean-Joseph Mounier (première partie)
- 1991 : Milena de Véra Belmont : Simon Foreman
- 1991 : Catorce estaciones d'Antonio Giménez Rico : Simón
- 1992 : Ma sœur, mon amour de Suzy Cohen : Émile
- 1992 : El largo invierno de Jaime Camino : Ramon Casals
- 1992 : Bezness de Nouri Bouzid : Fred
- 1993 : Pas d'amour sans amour d'Évelyne Dress : Claude
- 1994 : Néfertiti, la fille du soleil de Guy Gilles : Bonchardt
- 1998 : Le Comptoir de Sophie Tatischeff : Yvon
- 1999 : Fait d'hiver de Robert Enrico : le reporter-photographe
- 1999 : Lettre à mon frère Guy Gilles, cinéaste trop tôt disparu de Luc Bernard (documentaire)

#### Courts métrages
- 1984 : Rosette prend sa douche de Rosette : Jean
- 1984 : L'Amour noir de Franck Landron : Ludovic
- 1985 : Charly de Florence Strauss : Charly
- 1988 : La Main dans le chapeau de Frédéric Demont
- 1996 : Pas perdus d'Olivier Coussemacq

### Télévision

#### Téléfilms
- 1980 : Les Amours du mal-aimé de Marcel Camus : Lartigue
- 1981 : La Jeune Fille du premier rang de Jacques Trébouta : Bernard[13]
- 1981 : Fini de rire, fillette d'Edmond Tiborovsky : Émile
- 1981 : Le Bonheur des tristes de Caroline Huppert : Luc
- 1982 : L'Apprentissage de la ville de Caroline Huppert : Luc
- 1982 : L'Honneur de Barberine d'Edmond Tiborovsky : Euloge
- 1982 : L'Ours en peluche d'Édouard Logereau
- 1985 : Un garçon de France de Guy Gilles : le marin
- 1986 : Tropique du crabe de Juan Luis Buñuel
- 1989 : Mémoire d'amour de François Luciani : Pierre
- 1993 : Connections de Patrick Jamain : Jacques Serre
- 1995 : L'Enfant en héritage de Josée Dayan : Alain Muller
- 1998 : La Balle au bond de Williams Crépin : Jean-Claude
- 2001 : L'Interpellation de Marco Pauly : le commandant Vido

#### Séries télévisées
- 1980 : Tarendol : Jean Tarendol (feuilleton, 4 épisodes)[5]
- 1981 : Le Roman du samedi soir : Neel, De Neou et le chevalier (épisode Un prêtre marié)
- 1982 : Les Cinq Dernières Minutes : Christian Pironsky (saison 3, épisode 29 : Les Pièges)
- 1984 : Les Cerfs-volants : Ludo (4 épisodes)
- 1985 : Au nom de tous les miens de Robert Enrico : Martin Gray, jeune (mini-série, 8 épisodes)
- 1987-1988 : Capitaine James Cook : Charles Clerke (mini-série, 4 épisodes)
- 1989 : Maria Vandamme : Dr Jérôme Dehaynin (mini-série, 4 épisodes)
- 1989 : Le Masque : l'inspecteur Viaud (saison 1, épisode 7 : L'Île aux muettes)
- 1989 : Navarro : Pierre Coulomb (saison 1, épisode 1 : Folie de flics)
- 1991 : Commissaire Chabert : Geronimi (saison 1, épisode 1 : Le Tueur du zodiaque)
- 1991-1992 : Le Gang des tractions : René La Canne (mini-série, 3 épisodes)
- 1993 : Renseignements généraux : Angelo Dark (saison 4, épisode 2 : Goupil voit rouge)
- 1993 : Des héros ordinaires : Rémy Cortaud (épisode : Contrôle d'identité)
- 1993 : Haute tension : Jacques Serre (épisode Mortelles rencontres)
- 1994 : Haute tension : David Caron (épisode Impasse meurtrière)
- 1994 : Julie Lescaut : le professeur Bernard Marzin (saison 3, épisode 4 : Tableau noir)
- 1994 : Le JAP, juge d'application des peines : Dragan Slavic (saison 1, épisode 5 : Point de rupture)
- 1995 : Rocca : Chris (saison 1, épisode 5 : Coup de cœur)
- 1995 : Sandra, princesse rebelle : Simon Kouros (mini-série, 2 épisodes)
- 1997 : Mission protection rapprochée : Patrick Auclair (saison 1, épisode 1 : Les Amazones)
- 1997 : Navarro : Gilbert Fernac (saison 9, épisode 3 : Verdict)
- 1997 : Quai no 1 : Thierry Garbova (saison 1, épisode 1 : Les Compagnons de la loco)
- 1998-1999 : La Kiné : Thomas Garnier (3 épisodes)
- 1999 : Maître Da Costa (saison 1, épisode 5 : Alibi sur ordonnance)
- 1999 : Les Cordier, juge et flic : Hubert « Abel » Jacquin (saison 8, épisode 1 : Piège à minuit)
- 2002 : Malone : De Saumane (saison 1, épisode 1 : Macadam sauvage)
- 2003 : Quai no 1 : Delbaz (saison 7, épisode 2 : Le Bout du tunnel)
- 2003 : Alice Nevers : Le juge est une femme : Thomas (saison 2, épisode 3 : Les Risques du métier)[14]

## Théâtre
- 1978 : Latin American Trip  d'Arnaldo Calveyra, mise en scène Jean Bollery
- 1979 : Les Hauts de Hurlevent d'après Emily Brontë, mise en scène Robert Hossein, au Théâtre de Boulogne-Billancourt.

## Distinctions
Sauf indication contraire, les informations mentionnées dans cette section peuvent être confirmées par la base de données cinématographiques IMDb,  présente dans la section « Liens externes ».

### Récompense
- Festival international du court métrage de Clermont-Ferrand 1997 : meilleur acteur dans Pas perdus d'Olivier Coussemacq

### Nomination
- César 1984 : meilleur jeune espoir masculin dans Au nom de tous les miens de Robert Enrico